# Raionul Pervomaisk (pre-2020), Mîkolaiiv
Raionul Golta (în ucraineană Первомайський район, transliterat: Pervomaiskîi raion) este un raion în regiunea Mîkolaiiv, Ucraina. Reședința sa este orașul regional Golta, care nu aparține raionului.

## Demografie
Componența lingvistică a raionului Pervomaisk
     Ucraineană (93,22%)
     Rusă (4,76%)
     Română (1,17%)
     Alte limbi (0,23%)
Conform recensământului din 2001, majoritatea populației raionului Pervomaisk era vorbitoare de ucraineană (93,22%), existând în minoritate și vorbitori de rusă (4,76%) și română (1,17%).